# Trương Ngao
Trương Ngao (chữ Hán: 張敖; ?-184 TCN) là vua chư hầu nước Triệu đầu thời nhà Hán trong lịch sử Trung Quốc. Ông tham gia cuộc chiến lật đổ nhà Tần và trở thành phò mã đầu tiên của nhà Hán.

## Thân thế
Trương Ngao là con của Trương Nhĩ – danh sĩ nước Ngụy thời Chiến Quốc, từng làm khách trong nhà công tử Ngụy Vô Kỵ (tức Tín Lăng quân, mất 243 TCN). Mẹ ông là con gái nhà phú hộ ở Ngoại Hoàng. Trương Ngao sinh ra cuối thời Chiến Quốc, tới thời Tần ông đã trưởng thành.

## Chống Tần
Năm 209 TCN, Trần Thắng khởi nghĩa ở nước Sở cũ chống nhà Tần tàn bạo, xưng hiệu là Trương Sở. Trương Nhĩ cha ông cùng người bạn kết nghĩa là Trần Dư đến theo Trần Thắng. Trần Thắng sai Trương Nhĩ cùng Vũ Thần, Thiệu Tao và Trần Dư đi đánh nước Triệu. Trương Ngao theo đi.
Vũ Thần chinh phục được mấy chục thành nước Triệu, tự lập làm Triệu vương. Trương Nhĩ được phong làm Hữu thừa tướng. Trương Sở vương Trần Thắng ban đầu giận dữ vì sự ly khai của Vũ Thần, nhưng sau nghe lời tướng quốc Phòng Quân bèn giữ hòa hiếu với Triệu để cùng đánh Tần và phong cho Trương Ngao làm Thành Đô quân.
Năm 208 TCN, Vũ Thần bị phản tướng Lý Lương giết chết, Trương Nhĩ và Trần Dư lập Triệu Yết làm Triệu vương. Năm 207 TCN, tướng Tần là Chương Hàm và Vương Ly mang quân vây đánh nước Triệu. Trương Nhĩ mang Triệu vương chạy về thành Cự Lộc cố thủ. Trương Nhĩ giữ thành, Trần Dư và Trương Ngao ra ngoài mộ quân về cứu viện. Trương Ngao tập hợp binh sĩ đất Đại ở phía Bắc được hơn vạn người kéo đến. Lúc đó quân chư hầu các nước Tề, Yên đến cứu nhưng thế quân Vương Ly quá mạnh nên cả Trương Ngao và Trần Dư và quân Tề, Yên đều chỉ đắp lũy phòng giữ mà không dám ra đánh.
Sau đó Hạng Vũ cầm quân Sở đến cứu Triệu, hăng hái xung trận đánh bại Vương Ly, giải vây thành Cự Lộc.

## Phò mã nhà Hán
Hạng Vũ cầm đầu chư hầu diệt Tần, phong cho Trương Nhĩ làm Thường Sơn vương (206 TCN). Trần Dư bất mãn với Hạng Vũ và Trương Nhĩ bèn mượn quân Tề vương Điền Vinh đánh Trương Nhĩ. Trương Nhĩ chạy sang hàng Hán vương Lưu Bang – lúc đó đã lấy được Tam Tần. Trương Ngao theo cha về Hán, được gả cho công chúa Lỗ Nguyên, chị của thái tử Lưu Doanh.
Năm 204 TCN, Lưu Bang sai Hàn Tín và Trương Nhĩ đi đánh diệt Triệu vương Yết, phong Trương Nhĩ làm Triệu vương. Năm 202 TCN, Trương Nhĩ qua đời, Trương Ngao lên nối ngôi làm Triệu vương. Lưu phu nhân trở thành vương hậu nước Triệu. Lưu Bang diệt Sở làm hoàng đế, lập ra nhà Hán.
Năm 200 TCN, Lưu Bang từ Bành Thành đi qua nước Triệu. Triệu vương Ngao rất cung kính đón tiếp, theo lễ của hàng con rể. Hán Cao Tổ ngồi xổm mắng nhiếc, hết sức ngạo mạn khinh thường. Tướng quốc nước Triệu là Quán Cao, Triệu Ngọ, hơn sáu mươi người là khách của Trương Nhĩ, vốn bình sinh là người chuộng khí tiết nên rất bất bình thay cho Trương Ngao. Họ bèn nói riêng với ông:
Những kẻ hào kiệt trong thiên hạ đều cùng nổi lên, ai có tài thì được lập trước, nay nhà vua thờ hoàng đế rất cung kính mà hoàng đế lại rất vô lễ, chúng tôi xin vì nhà vua mà giết hoàng đế!
Nhưng Trương Ngao không đồng tình, không cho thủ hạ động thủ. Quán Cao và Triệu Ngọ quyết định tự mình thực hiện ý định sát hại Lưu Bang mà không cho Trương Ngao biết.
Năm 199 TCN, Hán Cao Tổ đi từ Đông Viên về, ghé qua nước Triệu. Quán Cao biết tin bèn sai người ở huyện Bách Nhân, nấp trong tường nhà xí muốn để rình giết. Hán Cao Tổ đi qua muốn nghỉ lại, nhưng khi hỏi tên địa phương biết đó là huyện Bách Nhân, chột dạ cho rằng "Bách Nhân tức là bị người ta bức bách", nên không ở lại mà đi ngay.
Sang năm 198 TCN, một nhà có thù oán với Quán Cao biết mưu ấy bèn tâu lên Hán Cao Tổ. Vua Hán bèn ra lệnh bắt giữ Triệu Vương Ngao, Quán Cao và các thủ hạ. Hơn mười người đều tự đâm cổ chết. Khi bị tra khảo, Quán Cao khai rằng việc đó do một mình làm, không liên quan đến Trương Ngao.
Dù bị hình phạt nặng như quất mấy nghìn roi, nung sắt dùi vào thịt, thân hình Quán Cao không có chỗ nào lành, nhưng Quán Cao vẫn không nói khác. Lã Hậu cũng vì Trương Ngao là con rể nên nói với Lưu Bang rằng Trương Ngao không có ý định mưu sát vua Hán.
Lưu Bang còn nghi ngờ, sai Tiết Công cầm cờ tiết đến điều tra Quán Cao. Quán Cao vẫn khẳng định Trương Ngao vô tội. Hán Cao Tổ bèn tha Trương Ngao và khen Quán Cao là người hiền, rồi lệnh thả Quán Cao, nhưng Quán Cao cho rằng mình đã có ý đồ sát hại hoàng đế là bất trung nên tự vẫn.
Trương Ngao sau khi được ra, bị truất ngôi Triệu vương. Lưu Bang phong con thứ là Lưu Như Ý làm Triệu vương. Trương Ngao nhờ lấy Lỗ Nguyên nên được phong làm Tuyên Bình Hầu. Hán Cao Tổ khen những người khách theo Trương Ngao vào Quan Trung là những người hiền, nên đều cho làm tướng quốc của chư hầu, hay quan thú ở các quận.
Năm 184 TCN, Trương Ngao qua đời, không rõ ông bao nhiêu tuổi.

## Gia quyến
Con trai Trương Ngao là Trương Yển nhờ mẹ là con gái Lã Hậu cho nên được Lã Hậu phong làm Lỗ Nguyên Vương. Nguyên Vương yếu đuối, anh em ít.
Người con gái Trương Ngao là Trương Yên được Lã hậu gả cho cậu ruột là Hán Huệ Đế, không có con cái, sau này qua đời năm 163 TCN.
Hai người anh em cùng cha khác mẹ của Trương Ngao được Lã hậu phong hầu: Trương Thọ làm Nhạc Xương Hầu, Trương Xỉ làm Tín Đô Hầu
Năm 180 TCN, Lã Hậu mất, các quan đại thần giết họ Lã, phế truất Lỗ Nguyên vương Trương Yển cùng Nhạc Xương Hầu và Tín Đô Hầu. Khi Hán Văn Đế lên ngôi (179 TCN) lại phong Trương Yển làm Nam Cung Hầu để nối dõi họ Trương.